# Stockbridge (Massachusetts)
Stockbridge è un comune degli Stati Uniti d'America che fa parte della contea di Berkshire nello stato del Massachusetts.
Fu fondata nel 1734 come una missione per una tribù di Mohicani chiamata Stockbridge Indians.
È presente il museo Norman Rockwell.

## Collegamenti esterni

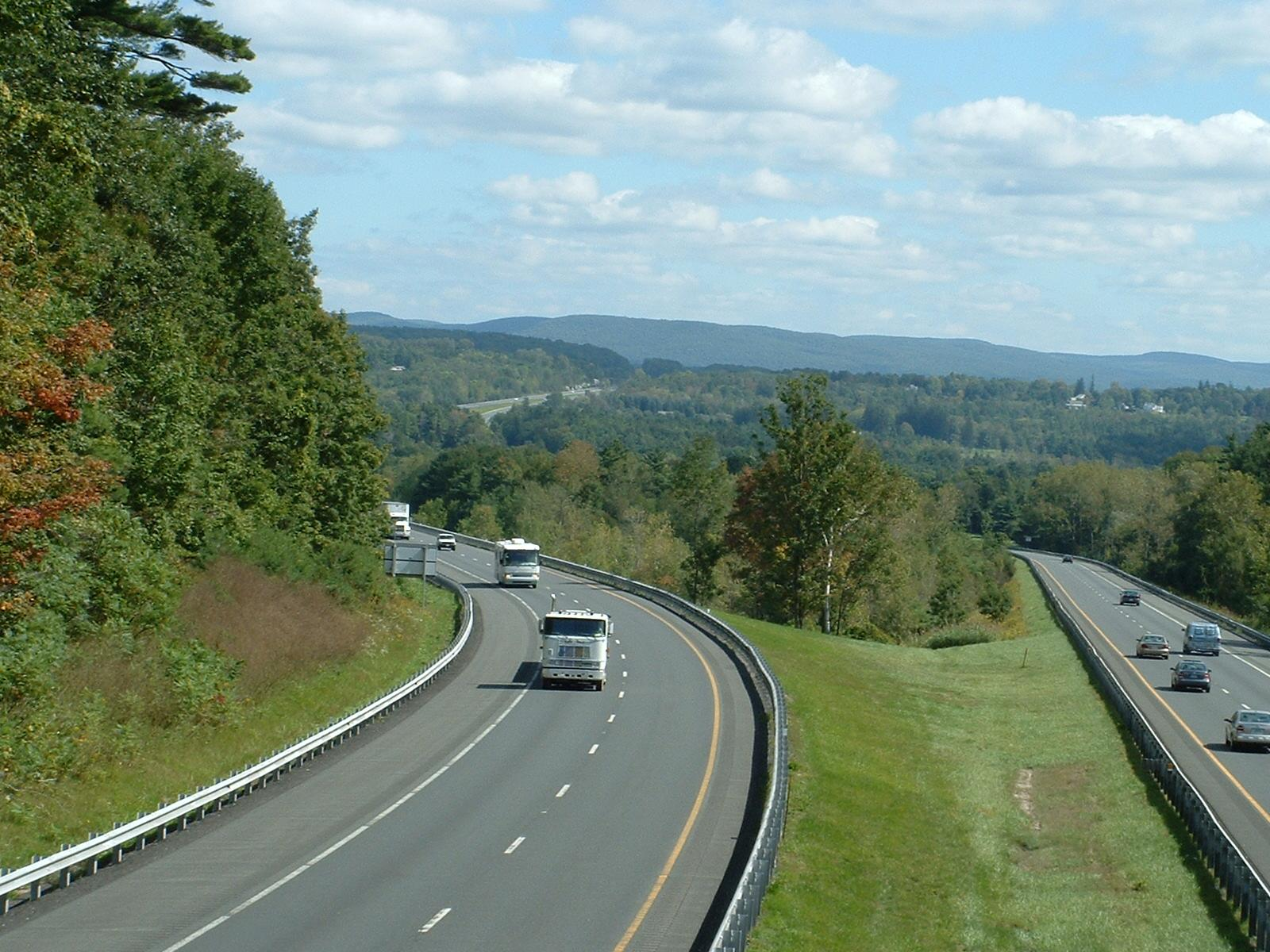
L'autostrada Massachusetts Turnpike nei pressi di Stockbridge